# Sophia Winkler
Sophia Winkler (Marl, 29 juni 2003) is een voetbalspeelster uit Duitsland. Ze speelt als doelverdediger voor SG Essen-Schönebeck in de Bundesliga.

## Clubcarrière
Winkler begon met voetballen voor de lokale amateurclub SUS Concordia Flaesheim. In 2017 stapte ze over naar de jeugdopleiding van SG Essen-Schönebeck.
In het seizoen 2020/21 maakte Winkler haar debuut voor het eerste elftal van de club uit het Ruhrgebied. Ze groeide uit tot eerste keepster in 2021 en hield zeven keer haar doel schoon. Winkler's ontwikkeling in het seizoen 2022/23 werd beloond met een contractverlenging tot medio 2026.
In de eerste seizoenshelft van het seizoen 2023/24 had Winkel drie clean sheets op rij waarmee ze dicht bij een record van Kim Sindermann kwam.

## Statistieken
| Seizoen | Club                | Land      | Competitie | Wedstrijden | Doelpunten |
| ------- | ------------------- | --------- | ---------- | ----------- | ---------- |
| 2020/21 | SG Essen-Schönebeck | Duitsland | Bundesliga | 0           | 0          |
| 2021/22 | SG Essen-Schönebeck | Duitsland | Bundesliga | 16          | 0          |
| 2022/23 | SG Essen-Schönebeck | Duitsland | Bundesliga | 20          | 0          |
| 2023/24 | SG Essen-Schönebeck | Duitsland | Bundesliga | 21          | 0          |
| 2024/25 | SG Essen-Schönebeck | Duitsland | Bundesliga | 7           | 0          |
| Totaal  | Totaal              | Totaal    | Totaal     | 64          | 0          |

Laatste update: 23 november 2024

## Interlandcarriere
Winkler kwam van 2021 tot 2022 zes wedstrijden uit voor Duitsland -19.
Winkler werd voor het eerst opgeroepen voor het Duitse seniorenteam op 18 oktober 2024. Ze kwam bij de selectie vanwege blessureleed bij Maria Luisa Grohs.